# Cruce pectorală

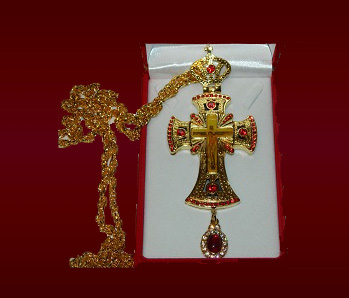
Cruce pectorală

Crucea pectorală este unul din însemnele distinctive ale episcopului (alături de engolpion) și, în unele tradiții, a preotului. Este purtată atât la slujbe cât și în afara acestora. Poate fi făcută din materiale prețioase sau mai modeste, simple sau împodobite cu pietre (semi)prețioase sau cu decorațiuni în email. Când îmbracă crucea pectorală, purtătorul acesteia își face mai întâi semnul crucii și o sărută în semn de respect.

## Atribut al episcopului
Crucea pectorală este în primul rând atributul episcopului în întreaga Biserică Ortodoxă universală. Astfel, în Biserica Ortodoxă Română, au dreptul să poarte cruce pectorală Patriarhul (care o poartă împreună cu două engolpioane) și toți arhiepiscopii și episcopii, episcopii-vicari și arhiereii-vicari.

## Atribut al preotului - tradiții diferite
În diferitele tradiții ale Bisericii Ortodoxe (greacă, slavă și românească) există obiceiuri diferite cu privire la purtarea crucii pectorale de către preoți.
Astfel, în Ortodoxia de tradiție slavă, în general, crucea pectorală este însemnul distinctiv al preotului. Majoritatea preoților (în special din tradiția rusească) poartă o cruce simplă, de culoare argintie (cel mai adesea dintr-un aliaj de cupru și cositor).
În Biserica Ortodoxă Rusă îndeosebi, care are un ceremonial mai elaborat decât altele, se face distincția între diferitele tipuri și materii din care este făcută crucea pectorală pe care o va purta preotul. Astfel, crucea de argint este acordată la hirotonie tuturor preoților, potrivit unei tradiții din vremea țarului Nicolae al II-lea al Rusiei. Crucea de aur simplă se acordă de drept stareților și arhipresbiterilor sau ca o distincție acordată pentru servicii deosebite. Crucea de aur împodobită cu pietre prețioase și sau cu decorațiuni în email, similară cu cea purtată de episcopi, o poartă de drept arhimandriții și protopresbiterii, iar alți preoți o pot primi ca pe o distincție specială. Cea mai înaltă distincție care poate fi acordată unui preot este dreptul de a purta și o a doua cruce pectorală.
În practica grecească și românească, nu toți preoții poartă crucea pectorală. Astfel, în tradiția greacă, crucea pectorală se acordă doar atunci când preotul este înălțat la rangul de iconom; nu se face distincție între diferitele tipuri de cruce purtate.
În practica românească, dreptul de a purta cruce pectorală se acordă preoților odată cu rangul de iconom stavrofor (pe viață) sau pentru a semnifica funcția administrativă a acestora. Astfel, pe durata cât ocupă funcția, poartă cruce pectorală protopopii, precum și toți vicarii administrativi (eparhiali și patriarhali), inspectorii și consilieriii eparhiali (patriarhali) cu funcții de conducere. Crucea pectorală purtată de preot este mai puțin elaborată și mai puțin împodobită decât cea a episcopului, dar nu se face distincția între diferitele tipuri de cruci purtate de preoții înșiși.

## Diaconi, monahi și monahii
În Biserica Ortodoxă Română, în mod excepțional, pentru activitate îndelungată și deosebită, dreptul de a purta cruce pectorală se poate acorda și diaconilor din clerul de mir, odată cu ridicarea la rangul de arhidiacon.
În practica românească, mai pot primi dreptul de a purta cruce pectorală și starețele de la mănăstiri, ca distincție specială. În tradiția rusă, starețele poartă de drept crucea simplă de aur. În Biserica rusă, se mai poate acorda ca distincție onorifică dreptul de a purta crucea pectorală și unor monahii care nu sunt starețe (dar nu și monahilor care nu sunt clerici).